# Yacine Bourhane
Yacine Bourhane, né le 30 septembre 1998 à Noisy-le-Grand, est un footballeur international comorien qui a évolué au poste de milieu défensif à l'Aris Limassol.

## Biographie

### Carrière en club
Bourhane est né en Île-de-France, d'une famille aux origines comoriennes, et est arrivé au Chamois niortais à l'age de 16 ans, en provenance du club de Torcy.
Il fait ses débuts professionnels le 16 octobre 2017, remplaçant Tom Lebeau à l'occasion d'un match nul 0-0 contre Lorient en Ligue 2.
Le 21 juillet 2021, il s'engage en faveur des Go Ahead Eagles, promus en Eredivisie.

### Carrière en sélection
il est convoqué une première fois par Amir Abdou avec l'équipe des Comores en octobre 2020.
Il fait ses débuts lors d'un match match amical contre la Libye à Tunis le 11 octobre 2020, remporté 2-1 par les Comoriens.

## Statistiques
| Saison                | Club                  | Championnat           | Championnat | Championnat | Championnat | Coupe nationale | Coupe nationale | Coupe nationale | Coupe de la Ligue | Coupe de la Ligue | Coupe de la Ligue | Compétition(s) continentale(s) | Compétition(s) continentale(s) | Compétition(s) continentale(s) | Compétition(s) continentale(s) | Total | Total | Total |
| Saison                | Club                  | Division              | M.          | B.          | P.d.        | M.              | B.              | P.d.            | M.                | B.                | P.d.              | Comp.                          | M.                             | B.                             | P.d.                           | M.    | B.    | P.d.  |
| 2017-2018             | Chamois niortais FC   | Ligue 2               | 14          | 0           | 0           | 1               | 0               | 0               | -                 | -                 | -                 | -                              | -                              | -                              | -                              | 15    | 0     | 0     |
| 2018-2019             | Chamois niortais FC   | Ligue 2               | 18          | 0           | 0           | 1               | 0               | 0               | 1                 | 0                 | 0                 | -                              | -                              | -                              | -                              | 20    | 0     | 0     |
| 2019-2020             | Chamois niortais FC   | Ligue 2               | 7           | 0           | 0           | 2               | 0               | 1               | 3                 | 0                 | 0                 | -                              | -                              | -                              | -                              | 12    | 0     | 1     |
| 2020-2021             | Chamois niortais FC   | Ligue 2               | 30          | 1           | 1           | 1               | 0               | 0               | -                 | -                 | -                 | -                              | -                              | -                              | -                              | 31    | 1     | 1     |
| Sous-total            | Sous-total            | Sous-total            | 69          | 1           | 1           | 5               | 0               | 1               | 4                 | 0                 | 0                 | -                              | -                              | -                              | -                              | 78    | 1     | 2     |
| 2021-2022             | Go Ahead Eagles       | Eredivisie            | 1           | 0           | 0           | -               | -               | -               | -                 | -                 | -                 | -                              | -                              | -                              | -                              | 1     | 0     | 0     |
| Sous-total            | Sous-total            | Sous-total            | 1           | 0           | 0           | -               | -               | -               | -                 | -                 | -                 | -                              | -                              | -                              | -                              | 1     | 0     | 0     |
| Total sur la carrière | Total sur la carrière | Total sur la carrière | 70          | 1           | 1           | 5               | 0               | 1               | 4                 | 0                 | 0                 | -                              | -                              | -                              | -                              | 79    | 1     | 2     |